# Фокбек
Фокбек (нем. Fockbek) — община в Германии, в земле Шлезвиг-Гольштейн. 
Входит в состав района Рендсбург-Экернфёрде. Подчиняется управлению Фокбек.  Население составляет 6234 человека (на 31 декабря 2010 года). Занимает площадь 26,65 км².